# Гимн Никарагуа
Приветствуем тебя, Никарагуа (исп. Salve a ti, Nicaragua) — государственный гимн Никарагуа.
Мелодия гимна основана на испанском литургическом гимне XVIII века, в 1835—1837 бывшем гимном страны. Затем до 1876 года в качестве гимна использовалась только мелодия этого гимна. В 1919 году эта же мелодия, аранжированная в более быстром темпе Луисом Дельгадильо, была вновь провозглашена гимном страны. В 1939 году были приняты слова Саломона Ибарры Майорги. В 1971 году гимн был официально утверждён.

## Испанский текст гимна
¡Salve a ti, Nicaragua! En tu suelo

ya no ruge la voz del cañón,

ni se tiñe con sangre de hermanos

tu glorioso pendón bicolor.

Brille hermosa la paz en tu cielo,

nada empañe tu gloria inmortal,

¡que el trabajo es tu digno laurel

y el honor es tu enseña triunfal!

## Русский перевод гимна
Приветствуем тебя, Никарагуа! На твоей земле

не слышен больше грохот пушки,

и не запятнан братской кровью

твой великолепный двухцветный флаг.

Сияй прекрасно миром на своём небе,

ничто не омрачит твою бессмертную славу,

работа — твои достойные лавры

и честь — твоё триумфальное знамя!